# Friday Elahor
Friday Elahor (ur. 14 listopada 1967) – nigeryjski piłkarz grający na pozycji pomocnika. W swojej karierze rozegrał 14 meczów i strzelił 1 gola w reprezentacji Nigerii.

## Kariera klubowa
Swoją karierę piłkarską Elahor rozpoczął w klubie Bendel Insurance FC, w barwach którego zadebiutował w 1986 roku w nigeryjskiej pierwszej lidze. W 1987 roku odszedł do ACB Lagos FC, a w 1989 roku został zawodnikiem klubu Iwuanyanwu Nationale. W sezonie 1989 wywalczył z nim mistrzostwo Nigerii.
W 1990 roku Elahor został piłkarzem Brøndby IF. Grał w nim do 1992 roku, a w sezonie 1990 wywalczył z nim tytuł mistrza Danii. W latach 1992–1994 występował w iworyjskim klubie Africa Sports National. W 1992 zdobył z nim Puchar Zdobywców Pucharów, a w 1993 - Puchar Wybrzeża Kości Słoniowej.
W 1995 roku Elahor grał w rodzimym Nigerdock Lagos FC, a w 1997 wyjechał do Indii, do klubu FC Kochin. W sezonie 1998/1999 grał w innym indyjskim klubie Mohun Bagan AC. Zdobył z nim Puchar Indii, a następnie zakończył karierę.

## Kariera reprezentacyjna
W reprezentacji Nigerii Elahor zadebiutował 10 czerwca 1989 roku w wygranym 2:0 meczu eliminacji do MŚ 1990 z Kamerunem, rozegranym w Ibadanie. W 1990 roku powołano go do kadry na Puchar Narodów Afryki 1990. Na tym turnieju rozegrał trzy mecze: grupowy z Wybrzeżem Kości Słoniowej (1:0), półfinałowy z Zambią (2:0) oraz finałowy z Algierią (0:1).
W 1992 roku Elahor został powołany do kadry na Puchar Narodów Afryki 1992. Rozegrał na nim trzy mecze: grupowe z Senegalem (2:1) i z Kenią (2:1) oraz ćwierćfinałowy z Zairem. Z Nigerią zajął 3. miejsce w tym turnieju. Od 1989 do 1993 rozegrał w kadrze narodowej 14 meczów i strzelił 1 gola.